# Hapag-Lloyd
Pour les articles homonymes, voir Hapag et Lloyd.
Hapag-Lloyd est le cinquième armateur mondial de transport maritime en conteneurs. Son siège social est à Hambourg.

## Histoire
Hapag-Lloyd est une entreprise créée en 1970, de la fusion de deux compagnies maritimes : la Hamburg America Line et la Norddeutscher Lloyd. Les deux firmes d'origine, créées respectivement en 1847 et 1857, ont alors une tradition centenaire dans le domaine maritime.
En 1972 est créée une filiale, la compagnie aérienne Hapag-Lloyd Flug. En 1998 la société Preussag acquiert les sociétés Hapag-Lloyd AG et TUI pour former le groupe TUI AG. Jusqu'à 2009[réf. nécessaire], Hapag-Lloyd regroupe les filiales maritimes et logistiques du groupe TUI.

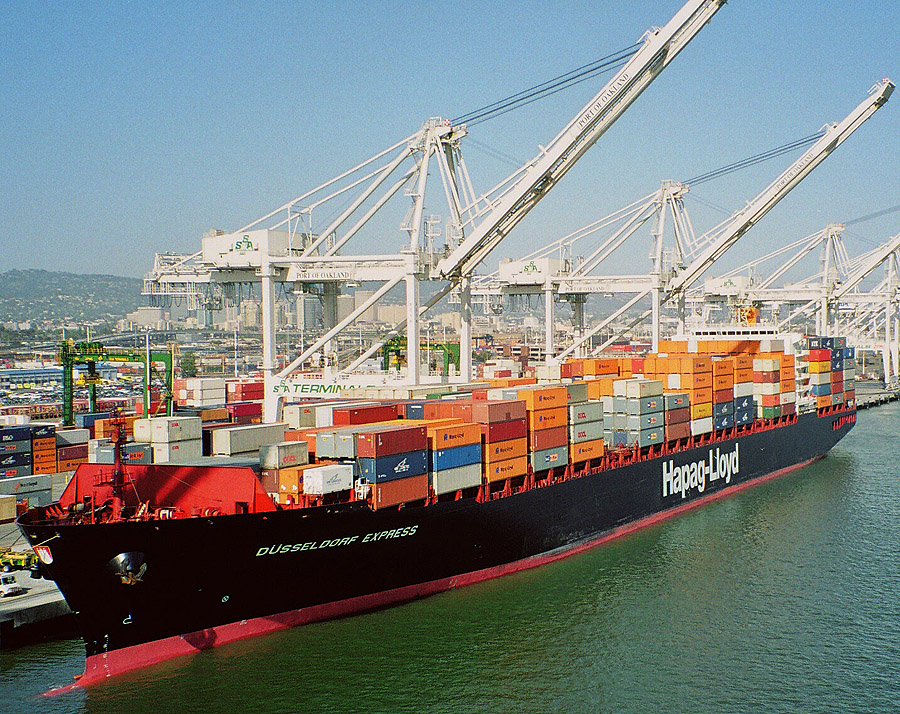
Cargo d'Hapag-Lloyd.

En 2005, le groupe TUI acquiert pour 1,7 milliard d'euros, la société canadienne CP Ships. Le groupe devient alors la quatrième plus importante compagnie maritime de porte-conteneurs au niveau mondial.
En janvier 2014, Hapag-Lloyd fusionne avec Compañía Sud Americana de Vapores, les actionnaires de Compañía Sud Americana de Vapores possèdent alors 30 % de la nouvelle société quand TUI n'en possède alors plus que 22 %.
En juin 2016, Hapag-Lloyd annonce l'acquisition par échange d'action d'UASC, créant un nouvel ensemble ayant un chiffre d'affaires d'environ 7 à 8 milliards d'euros, qui sera possédé à 72 % par les actionnaires de Hapag-Lloyd. À la suite de cette acquisition, Hapag-Lloyd annonce la suppression de 12 % de ses 11 000 postes situés à terre ferme, dans le cadre d'une restructuration. 
En janvier 2023, Hapag-Lloyd a reçu le premier d’une série de douze porte-conteneurs de 23 500 EVP carburant au GNL commandés en 2021. 
En janvier 2024, Hapag-Lloyd a annoncé une coopération avec son concurrent danois Maersk, nommée "Gemini Corporation", effective à partir de février 2025. Ce projet vise à offrir plus de flexibilité aux clients de deux géants du transport maritime, avec une flotte de 300 navires opérée autour de ports pivots. 

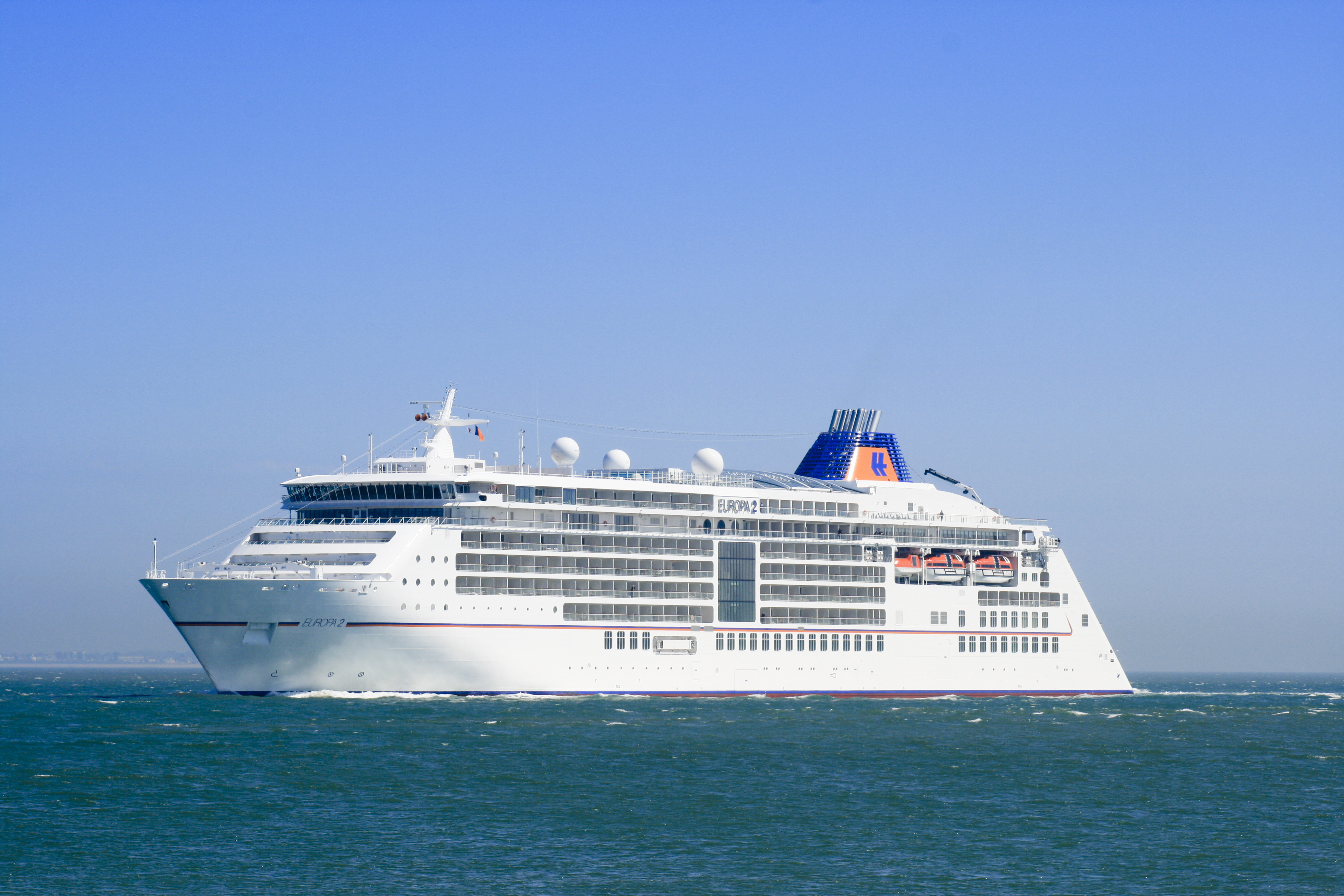
Paquebot MS Europa 2 d'Hapag-Lloyd.

## Filiales du groupe Hapag-Lloyd
- Hapag-Lloyd Kreuzfahrten, une flotte de cinq paquebots de croisière : MS Europa  ; MS Europa 2 ; Hanseatic Nature ; Hanseatic Inspiration ; Hanseatic Spirit
- Hapag-Lloyd Container Linie, une flotte de cinquante-cinq porte-conteneurs, d'une capacité de 226 000 EVP ;
- CP Ships, soixante-dix huit porte-conteneurs de capacité de 187 000 EVP.

### Autres marques portant le nom d'Hapag-Lloyd
Sous le nom d'Hapag-Lloyd il existe les firmes suivantes :
- Hapag-Lloyd Reisebüro, une agence de voyages ;
- Hapagfly, une compagnie aérienne ; avant avril 2005 elle porte le nom de Hapag-Lloyd Flug ;
- Hapag-Lloyd Express (HLX), une compagnie aérienne à bas prix.

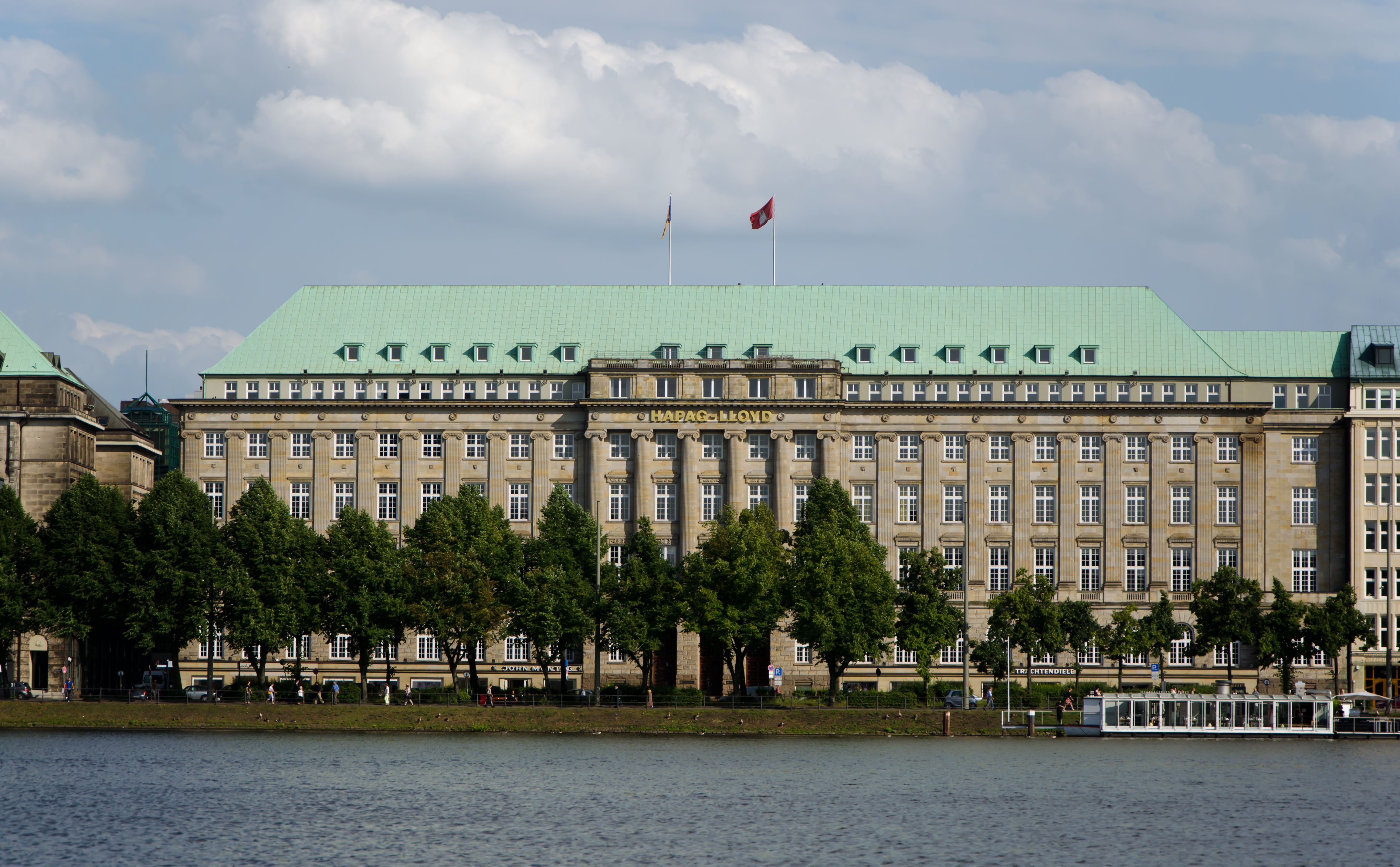
Siège social d'Hapag-Lloyd, à Hambourg.

Ces sociétés ne font pas partie de la société Hapag-Lloyd. Les deux premières sont devenues des filiales du groupe TUI. Quant à HLX, elle a directement été créée par TUI en 2002, en tant que compagnie à bas prix en utilisant un nom déjà connu sur le marché afin d'avoir une plus grande notoriété.